# Eriosoma lanuginosum
Eriosoma lanuginosum är en insektsart. Eriosoma lanuginosum ingår i släktet Eriosoma och familjen långrörsbladlöss. Inga underarter finns listade i Catalogue of Life.

## Bildgalleri

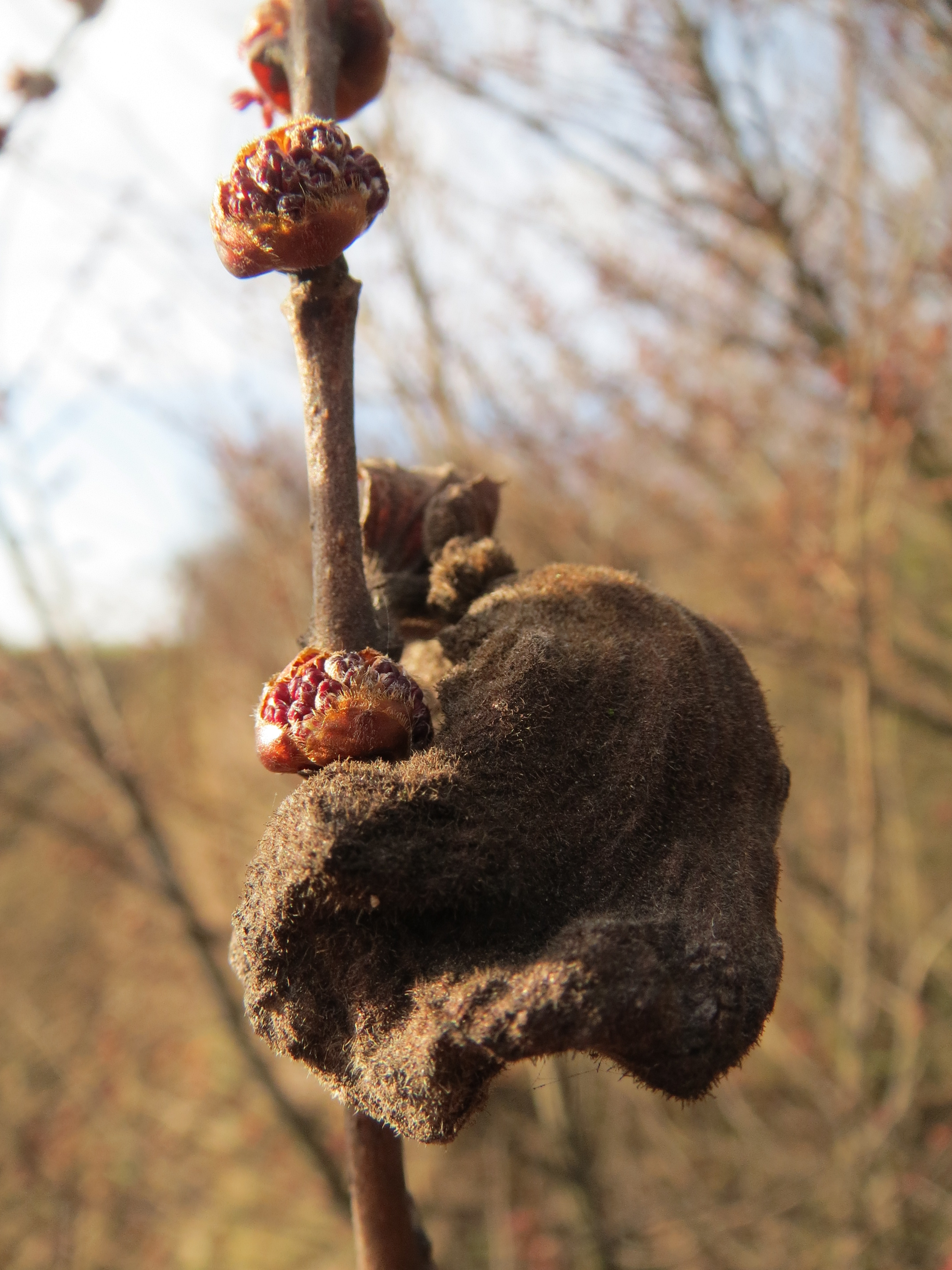
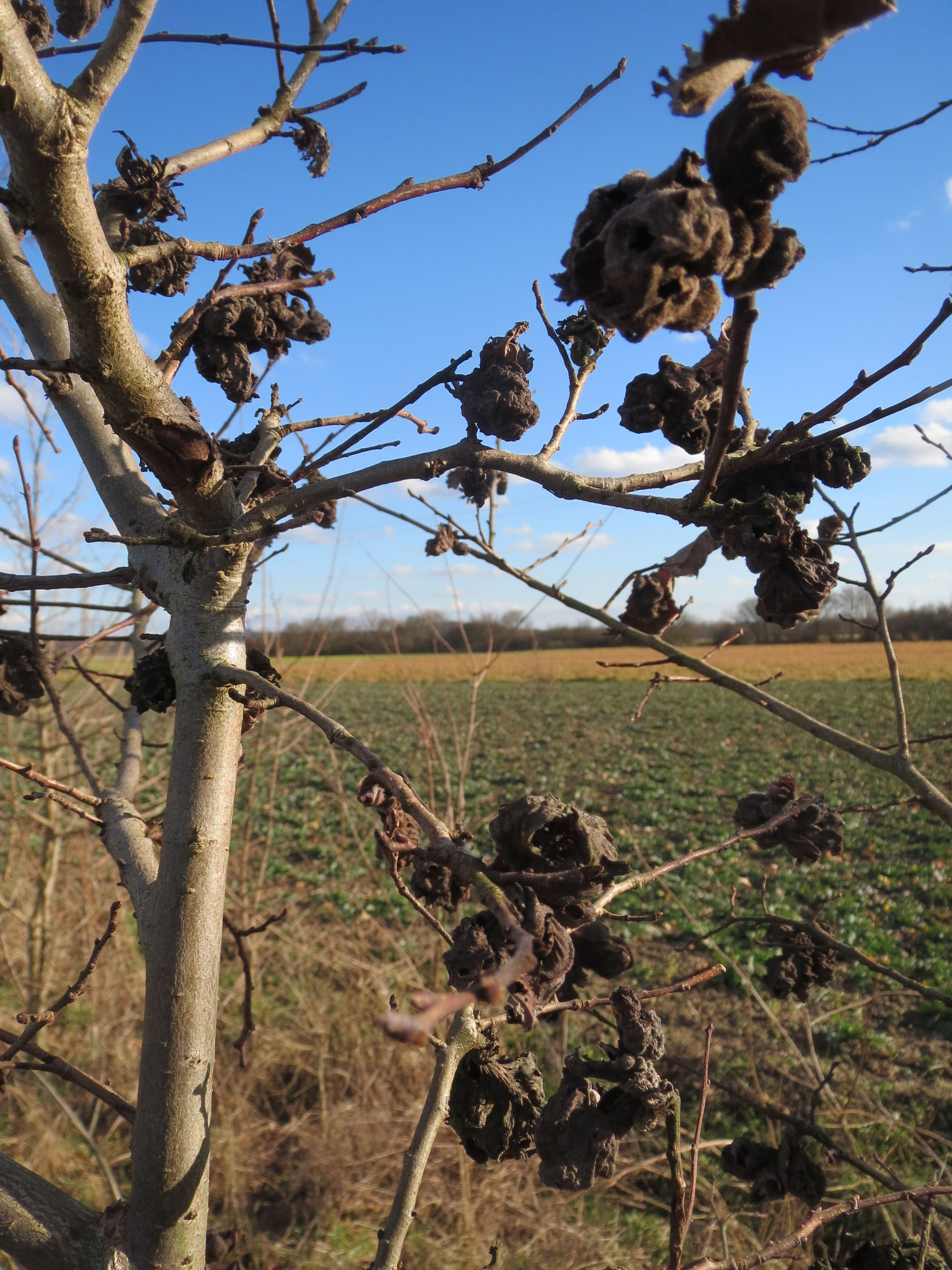
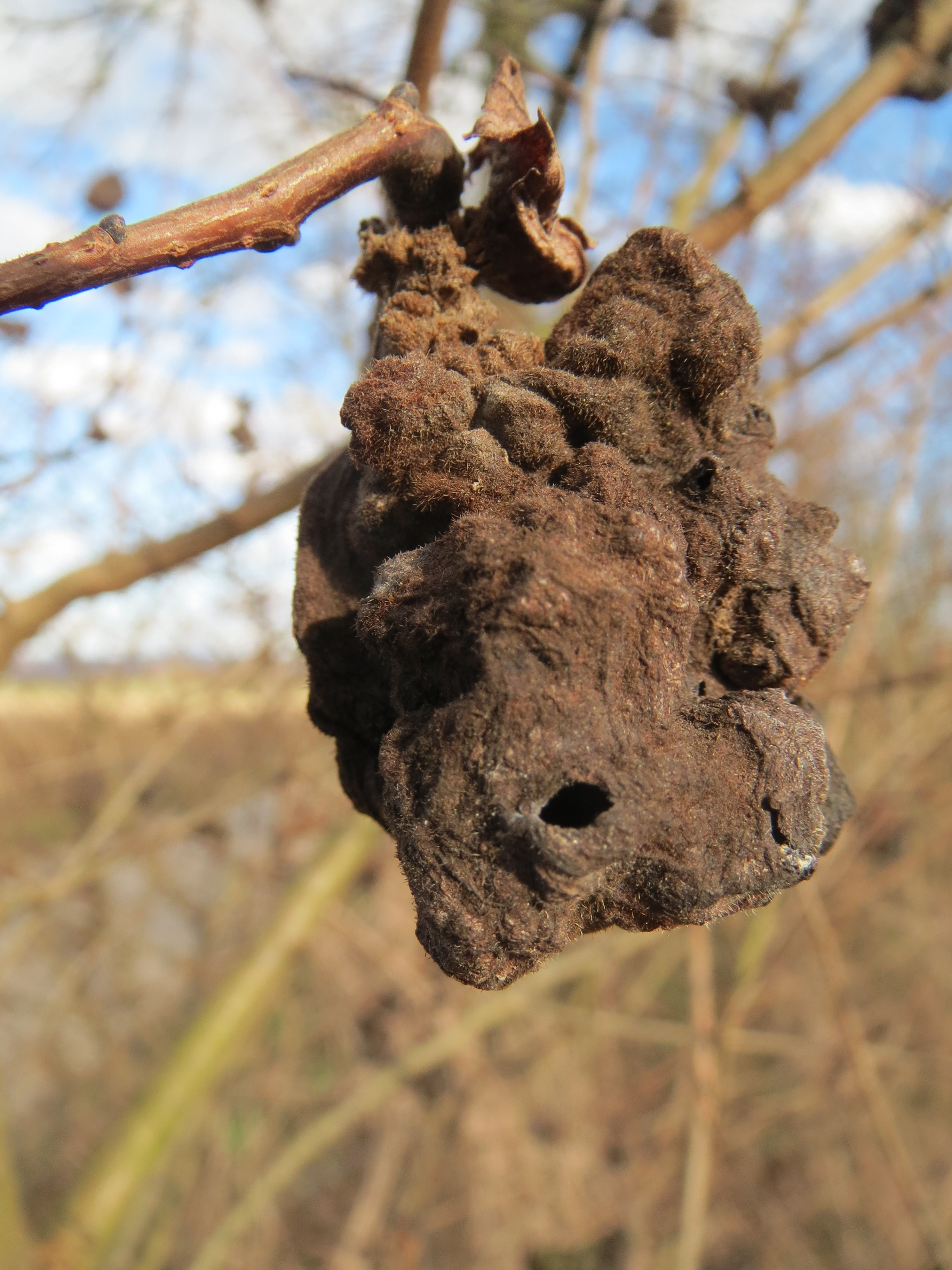
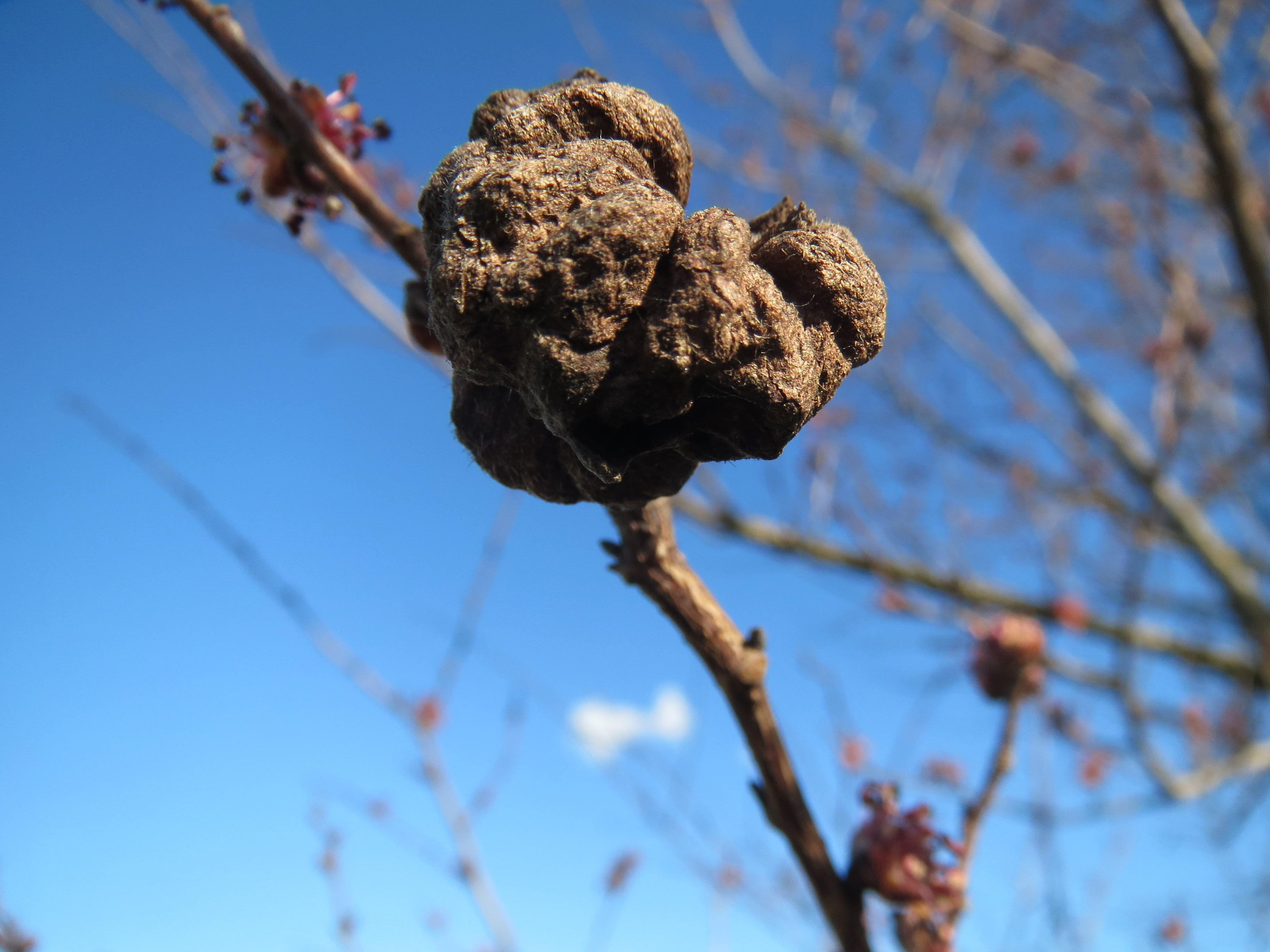
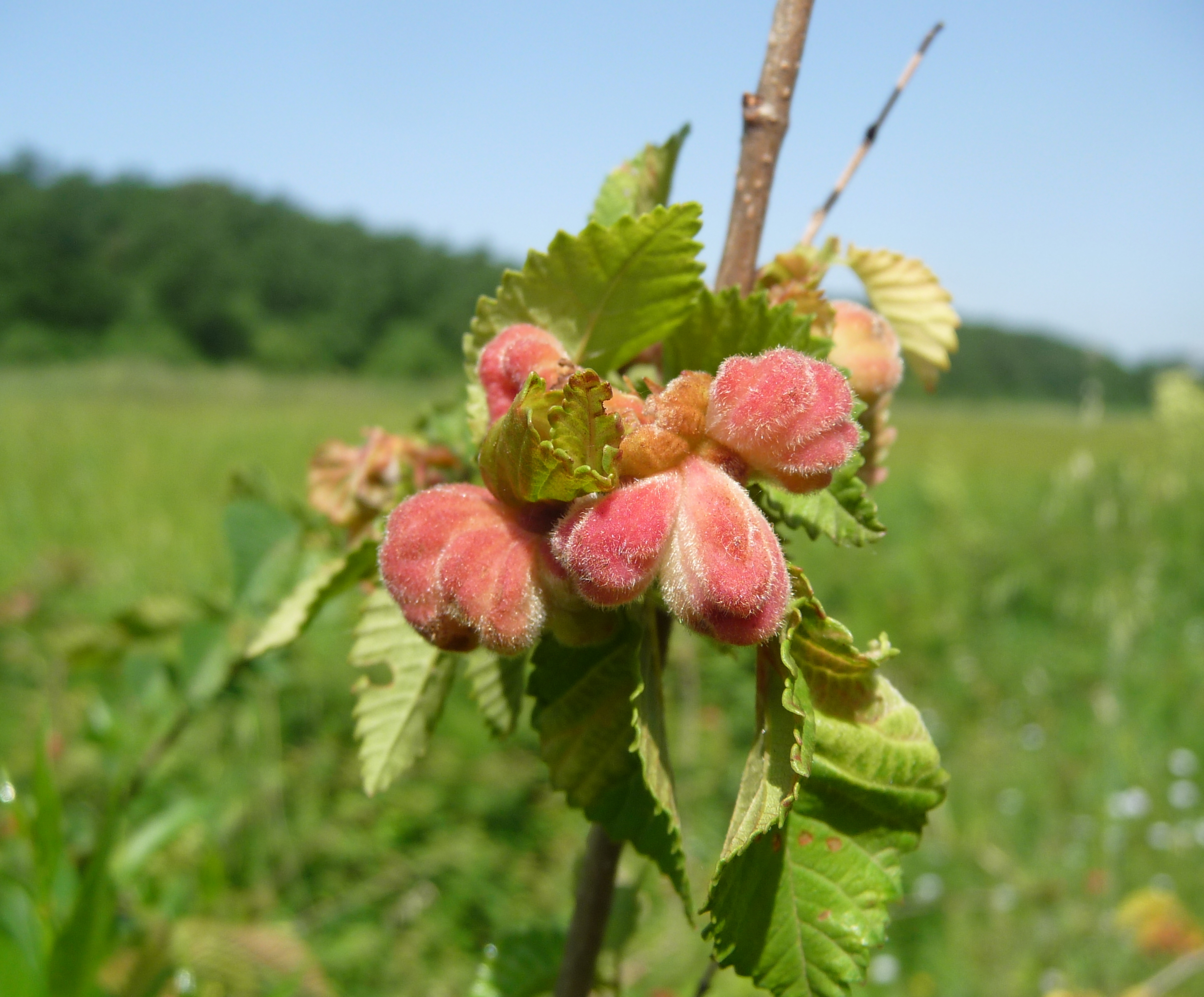
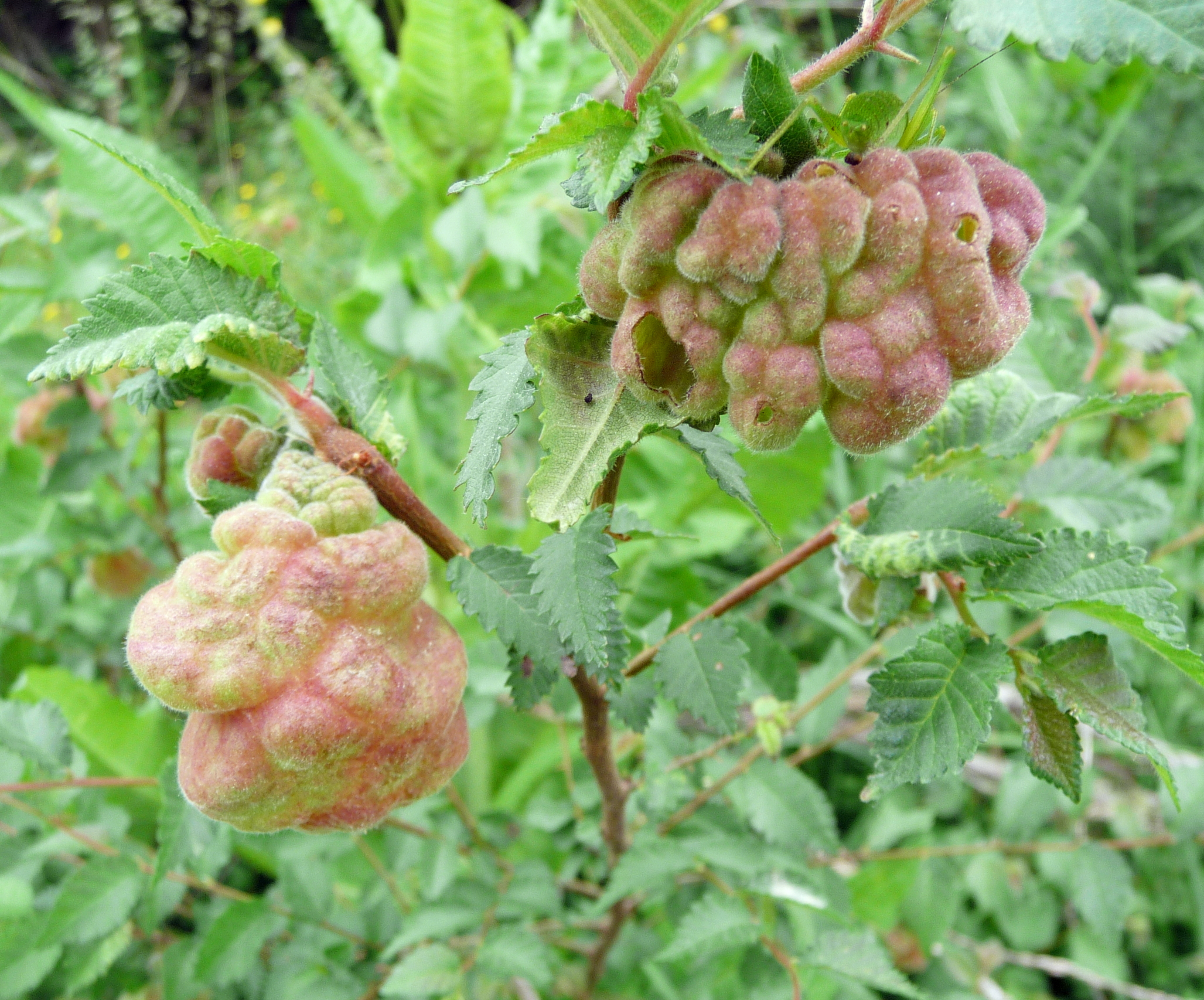